# يوهان مارتين شلاير
يوهان مارتين شلاير (بالألمانية: Johann Martin Schleyer) قس ألماني كاثوليكي، ولد في 18 يوليو 1831 في بلدة أوبيرلاودا من أعمال بادن، وتوفي في 16 أغسطس من عام 1912. اسمه الحقيقي كان مارتين شلاير وأضاف اسم يوهان تكريماً لعرابه يوهان. يعتبر يوهان شلاير مخترع لغة الفولابوك التي انتشرت ولقيت رواجا كبيرا في أوروبا وأمريكا, وكان الغرض منها ان تكون لغة تواصل دولية بين العالم.

## نشأته
رسم يوهان مارتين شلاير قسيسا عام 1856، وكان قس لرعية كرومباخ الألمانية. سجن لمدة أربعة شهور بسبب قيامه بأنتقادالاشتراكية خلال وعضه عن العلمانية والدين. كانت فكرته لاختراع لغة الفولابوك هي بسبب محادثة قامت بينه وبين أحد الأشخاص من رعيته والذي كان فلاحا أمي لا يستطيع القراة والكتابة وحيث أن هذا الفلاح لديه ابن قد هاجر إلى أمريكا ولم يعد من الممكن التوصل معه الا عن طريق البريدو لان أمي خطرت ببال القس يوهان ان يقوم بتعليمه القراءة والكتابة ومن هنا جائته فكرة اختراع لغة سهلة ولتكون دولية.
ترأس تحرير مجلة سيونشارفة الكاثوليكية. وفي عام 1879 كتب فيها مقال عن لغته الجديدة الفولابوك.
وفي عام 1885 قدم يوهان مارتين استقالته واعتذر عن اكمال واجباته الرعوية بسبب سوء حالته الصحية، وإن كان ما زال منخرطا في حركة الفولابوك إلى انهيارها بعد سنوات قليلة.

## وصلات خارجية
- يوهان مارتين شلاير على موقع الموسوعة البريطانية (الإنجليزية)

عن يوهان شلاير باللغة الألمانية
الفولابوك
رجل من الشمال مقالة عن يوهان مارتين شلاير